# Monolith Soft
Monolith Soft, Inc. (株式会社モノリスソフト?, Kabushiki-Gaisha Monorisu Sofuto) è una software house giapponese produttrice di videogiochi, fondata nel 1999. Dal 2007 è sotto il controllo di Nintendo.

## Storia
Fondata nel 1999 dal produttore Hirohide Sugiura e dal direttore Tetsuya Takahashi, dopo aver lasciato Square Co. assieme a parte dello staff cui crearono Chrono Cross e Xenogears e accettato un investimento da Namco. 
In questo periodo la società ha sviluppato videogiochi come la serie Xenosaga e Namco × Capcom per PlayStation 2 e co-prodotto con Tri-Crescendo la serie Baten Kaitos per Nintendo GameCube.
Nel 2007, Nintendo ha acquisito il quasi controllo di Monolith, dopo aver comprato da Namco l'80% delle azioni della software house. Successivamente Nintendo ha acquistato anche le restanti azioni ancora da Namco, rendendo Monolith sviluppatore interno. In questo periodo ha sviluppato Super Robot Wars OG Saga: Endless Frontier e il suo sequel e Xenoblade Chronicles per Wii.
Nel 2011 ha aperto un secondo studio a Kyoto, per poi dedicarsi allo sviluppo su Wii U e Nintendo 3DS sui quali ha portato rispettivamente Xenoblade Chronicles X e un porting del primo Xenoblade Chronicles nel 2015.
Nel 2024, Nintendo ha acquisito la totalità della compagnia possedendo ora il 100% delle sue azioni.
Cronologia dell'acquisizione di Monolith Soft da parte di Nintendo:
- 2007: Nintendo acquista l'80% delle azioni di Monolith Soft, pari a 1.920 su un totale di 2.400, ottenendo il controllo dello studio.
- 2011: La partecipazione di Nintendo aumenta al 96% con l'acquisizione di altre 400 azioni, portando il totale delle azioni possedute a 2.320.
- 2024: Nintendo completa l'acquisizione totale, ottenendo il 100% delle azioni e diventando l'unico proprietario di Monolith Soft.

## Lista dei videogiochi Monolith Soft
| Videogioco                                          | Data rilascio | Piattaforma            | Editore     | Note                              |
| --------------------------------------------------- | ------------- | ---------------------- | ----------- | --------------------------------- |
| Xenosaga Episode I: Der Wille zur Macht             | 2002          | PlayStation 2          | Namco       |                                   |
| Baten Kaitos: Le Ali Eterne e L'oceano Perduto      | 2003          | Nintendo GameCube      | Namco       | Co-prodotto con Tri-Crescendo     |
| Xenosaga Freaks                                     | 2004          | PlayStation 2          | Namco       |                                   |
| Xenosaga Episode II: Jenseits von Gut und Böse      | 2004          | PlayStation 2          | Namco       |                                   |
| Namco × Capcom                                      | 2005          | PlayStation 2          | Namco       |                                   |
| Dirge of Cerberus: Final Fantasy VII                | 2006          | PlayStation 2          | Square Enix | Collaborazione con Square Enix    |
| Baten Kaitos Origins                                | 2006          | Nintendo GameCube      | Namco       | Co-prodotto con Tri-Crescendo     |
| Xenosaga I & II                                     | 2006          | Nintendo DS            | Namco       | Remake di Xenosaga I e II         |
| Xenosaga Episode III: Also sprach Zarathustra       | 2006          | PlayStation 2          | Namco       |                                   |
| Super Smash Bros. Brawl                             | 2008          | Wii                    | Nintendo    | Collaborazione con HAL Laboratory |
| Soma Bringer                                        | 2008          | Nintendo DS            | Nintendo    |                                   |
| Super Robot Wars OG Saga: Endless Frontier          | 2008          | Nintendo DS            | Namco       | Co-prodotto con Banpresto         |
| Disaster: Day of Crisis                             | 2008          | Wii                    | Nintendo    |                                   |
| Dragon Ball Z: Attack of the Saiyans                | 2009          | Nintendo DS            | Namco       |                                   |
| Super Robot Taisen OG Saga: Endless Frontier EXCEED | 2010          | Nintendo DS            | Namco       | Co-prodotto con Banpresto         |
| Xenoblade Chronicles                                | 2010          | Wii                    | Nintendo    |                                   |
| The Legend of Zelda: Skyward Sword                  | 2011          | Wii                    | Nintendo    | Collaborazione con Nintendo EAD   |
| Project X Zone                                      | 2012          | Nintendo 3DS           | Namco       | Co-prodotto con Banpresto         |
| Animal Crossing: New Leaf                           | 2012          | Nintendo 3DS           | Nintendo    | Collaborazione con Nintendo EAD   |
| Pikmin 3                                            | 2013          | Wii U                  | Nintendo    | Collaborazione con Nintendo EAD   |
| The Legend of Zelda: A Link Between Worlds          | 2013          | Nintendo 3DS           | Nintendo    | Collaborazione con Nintendo EAD   |
| Splatoon                                            | 2015          | Wii U                  | Nintendo    | Collaborazione con Nintendo EAD   |
| Xenoblade Chronicles X                              | 2015          | Wii U                  | Nintendo    |                                   |
| Project X Zone 2                                    | 2015          | Nintendo 3DS           | Namco       | Co-prodotto con Banpresto         |
| Animal Crossing: Happy Home Designer                | 2015          | Nintendo 3DS           | Nintendo    | Collaborazione con Nintendo EAD   |
| The Legend of Zelda: Breath of the Wild             | 2017          | Wii U, Nintendo Switch | Nintendo    | Collaborazione con Nintendo EPD   |
| Splatoon 2                                          | 2017          | Nintendo Switch        | Nintendo    | Collaborazione con Nintendo EPD   |
| Xenoblade Chronicles 2                              | 2017          | Nintendo Switch        | Nintendo    |                                   |
| Xenoblade Chronicles 2: Torna - The Golden Country  | 2018          | Nintendo Switch        | Nintendo    |                                   |
| Animal Crossing: New Horizons                       | 2020          | Nintendo Switch        | Nintendo    | Collaborazione con Nintendo EPD   |
| Xenoblade Chronicles: Definitive Edition            | 2020          | Nintendo Switch        | Nintendo    |                                   |
| Xenoblade Chronicles 3                              | 2022          | Nintendo Switch        | Nintendo    |                                   |
| Splatoon 3                                          | 2022          | Nintendo Switch        | Nintendo    | Collaborazione con Nintendo EPD   |
| The Legend of Zelda: Tears of the Kingdom           | 2023          | Nintendo Switch        | Nintendo    | Collaborazione con Nintendo EPD   |
| Xenoblade Chronicles X: Definitive Edition          | 2025          | Nintendo Switch        | Nintendo    |                                   |
| Mario Kart World                                    | 2025          | Nintendo Switch 2      | Nintendo    | Collaborazione con Nintendo EPD   |